# Ивринезу Мик (Констанца)
Ивринезу Мик (рум. Ivrinezu Mic) насеље је у Румунији у округу Констанца у општини Пештера. Oпштина се налази на надморској висини од 11 m.

## Становништво
Према подацима из 2002. године у насељу је живело 431 становника, од којих су сви румунске националности.